# Fatou Diabaye
Fatou Diabaye, née le 2 janvier 1985, est une athlète sénégalaise.

## Carrière
Fatou Diabaye remporte la médaille de bronze du relais 4 × 400 mètres aux Championnats d'Afrique de 2008 à Addis-Abeba. En 2009, elle est médaillée d'argent du relais 4 × 400 mètres à l'Universiade d'été de Belgrade et médaillée de bronze du relais 4 × 400 mètres aux Jeux de la Francophonie de Beyrouth. En 2010 et en 2012, elle obtient une nouvelle médaille de bronze en relais 4 × 400 mètres aux championnats d'Afrique.